# Kära Annika
Kära Annika är ett program i Sveriges Radio P1, startat 2018 av Annika Lantz. Avsnitten består av brevväxlingar om aktuella ämnen mellan Lantz och andra medverkande, däribland Marika Carlsson, Eric Ericson, Jonatan Unge och Nadia Jebril.